# Prva savezna liga Jugoslavije u nogometu 1984./85.
Prvenstvo Jugoslavije u nogometu za sezonu 1984./85. bilo je pedeset i šesto po redu najviše nogometno natjecanje u Jugoslaviji, trideset i deveto poslijeratno, koje je započelo 19. kolovoza 1984. i završilo 30. lipnja 1985.

Prvak je postao bosanskohercegovački klub, FK Sarajevo, koji je osvojio svoju drugu titulu.

Najbolji strijelac bio je Zlatko Vujović iz splitskog Hajduka s 25 golova.
Ukupan broj gledatelja bio je 2.601.000.

## Sustav natjecanja
Igralo se u dvije faze. Momčadi su međusobno igrale dvokružni ligaški sustav. Igrala se po jedna utakmica na domaćem i gostujućem terenu.  Prvakom je postala momčad koja je sakupila najviše bodova u skupini za prvaka (pobjeda = 2 boda, neodlučeni ishod = 1 bod, poraz = bez bodova).
Pravila koje su određivala poredak na ljestvici su bila: 1) broj osvojenih bodova, 2) gol-razlika, 3) veći broj postignutih golova, 4) baraž

## Formiranje lige
U obzir ulazi 16 najbolje plasiranih iz prethodne sezone, plus pobjednici dviju skupina Druge savezne lige 1983./84.
- Iz Prve savezne lige natjecali su se Crvena zvezda, Partizan, Željezničar, Rijeka, Hajduk Split, Osijek, Radnički Niš, Priština, Sarajevo, Vojvodina, Dinamo Vinkovci, Dinamo Zagreb, Velež Mostar, Budućnost, Vardar Skoplje i Sloboda Tuzla
- Iz Druge savezne lige: Iskra Bugojno (pobjednik zapadne skupine) i Sutjeska Nikšić (pobjednik istočne skupine)

## Sudionici
| Slovenija | Hrvatska                                                 | Bosna i Hercegovina                                                | Srbija           | Srbija                                            | Srbija     | Crna Gora                      | Makedonija   |
| Slovenija | Hrvatska                                                 | Bosna i Hercegovina                                                | Vojvodina        | Središnja Srbija                                  | Kosovo     | Crna Gora                      | Makedonija   |
| --------- | -------------------------------------------------------- | ------------------------------------------------------------------ | ---------------- | ------------------------------------------------- | ---------- | ------------------------------ | ------------ |
| - nitko   | - Dinamo (V) - Dinamo (Z) - Hajduk (S) - Osijek - Rijeka | - Iskra (B) - Sarajevo - Sloboda (T) - Velež (M) - Željezničar (S) | - Vojvodina (NS) | - Crvena zvezda (B) - Partizan (B) - Radnički (N) | - Priština | - Budućnost (T) - Sutjeska (N) | - Vardar (S) |

- FK Budućnost, Titograd
- FK Crvena zvezda, Beograd
- NK Dinamo Vinkovci, Vinkovci
- NK Dinamo Zagreb, Zagreb
- NK Hajduk, Split
- NK Iskra, Bugojno
- NK Osijek, Osijek
- FK Partizan, Beograd
- FK Priština, Priština
- FK Radnički Niš, Niš
- NK Rijeka, Rijeka
- FK Sarajevo, Sarajevo
- FK Sloboda, Tuzla
- FK Sutjeska, Nikšić
- FK Vardar, Skoplje
- FK Velež, Mostar
- FK Vojvodina, Novi Sad
- FK Željezničar, Sarajevo

## Ljestvica
| mj.     | klub            | ut. | pob. | ner. | por. | gol+ | gol- | gr  | bod |
| ------- | --------------- | --- | ---- | ---- | ---- | ---- | ---- | --- | --- |
| 1.      | Sarajevo        | 34  | 19   | 10   | 5    | 51   | 30   | +21 | 48  |
| 2.      | Hajduk Split    | 34  | 16   | 12   | 6    | 65   | 42   | +23 | 44  |
| 3.      | Partizan        | 34  | 14   | 11   | 9    | 46   | 34   | +12 | 39  |
| 4.      | Crvena zvezda   | 34  | 16   | 6    | 12   | 63   | 38   | +25 | 38  |
| 5.      | Vardar Skoplje  | 34  | 16   | 5    | 13   | 67   | 58   | +9  | 37  |
| 6.      | Dinamo Zagreb   | 34  | 14   | 8    | 12   | 47   | 38   | +9  | 36  |
| 7.      | Željezničar     | 34  | 11   | 12   | 11   | 53   | 46   | +7  | 34  |
| 8.      | Rijeka          | 34  | 12   | 10   | 12   | 49   | 48   | +1  | 34  |
| 9.      | Sutjeska Nikšić | 34  | 11   | 11   | 12   | 41   | 42   | −1  | 33  |
| 10.     | Priština        | 34  | 13   | 6    | 15   | 44   | 49   | −5  | 32  |
| 11.     | Velež Mostar    | 34  | 10   | 12   | 12   | 39   | 44   | −5  | 32  |
| 12.     | Osijek          | 34  | 12   | 7    | 15   | 37   | 46   | −9  | 31  |
| 13.     | Sloboda Tuzla   | 34  | 10   | 11   | 13   | 28   | 38   | −10 | 31  |
| 14.     | Dinamo Vinkovci | 34  | 11   | 8    | 15   | 40   | 51   | −11 | 30  |
| 15.     | Budućnost       | 34  | 11   | 8    | 15   | 31   | 49   | −18 | 30  |
| 16.     | Vojvodina       | 34  | 9    | 11   | 14   | 36   | 47   | −11 | 29  |
| 17.     | Iskra Bugojno   | 34  | 8    | 11   | 15   | 32   | 50   | −18 | 27  |
| 18.     | Radnički Niš    | 34  | 8    | 11   | 15   | 27   | 46   | −19 | 27  |
|         |                 |     |      |      |      |      |      |     |     |
| Izvori: |                 |     |      |      |      |      |      |     |     |

|  | Sarajevo je prvak Jugoslavije i plasirao se na Kup prvaka 1985./86.                             |
|  | Hajduk Split, Partizan i Vardar Skoplje plasirali su se na Kup UEFA 1985./86.                   |
|  | Crvena zvezda osvaja Kup Jugoslavije i plasirala se na Europski kup pobjednika kupova 1985./86. |
|  | Iskra Bugojno i Radnički Niš ispali su u Drugu saveznu ligu                                     |

## Rezultati
| 1984./85. | 1984./85.       | SAR | HAJ | PAR | C.Z | VAR | D.Z | ŽEL | RIJ | SUT | PRI | VEL | OSI | SLO | D.V | BUD | VOJ | ISK | R.N |
| 1.        | Sarajevo        |     | 1:0 | 3:1 | 2:1 | 3:2 | 0:0 | 0:0 | 1:0 | 2:0 | 2:0 | 1:0 | 2:1 | 1:0 | 3:0 | 0:0 | 1:0 | 3:0 | 4:2 |
| 2.        | Hajduk Split    | 0:0 |     | 3:3 | 1:1 | 3:2 | 2:4 | 2:1 | 5:2 | 1:0 | 2:2 | 3:1 | 1:0 | 2:0 | 3:0 | 2:0 | 5:1 | 2:0 | 4:0 |
| 3.        | Partizan        | 1:0 | 4:1 |     | 2:1 | 4:0 | 2:0 | 1:0 | 1:1 | 1:1 | 2:0 | 2:0 | 1:1 | 1:0 | 3:1 | 3:0 | 0:0 | 0:0 | 2:2 |
| 4.        | Crvena zvezda   | 4:1 | 1:3 | 2:0 |     | 7:2 | 2:0 | 3:1 | 3:1 | 4:1 | 3:0 | 3:0 | 2:1 | 2:0 | 3:0 | 6:0 | 4:0 | 0:0 | 2:1 |
| 5.        | Vardar Skoplje  | 2:2 | 1:2 | 1:0 | 3:1 |     | 2:0 | 3:2 | 2:1 | 0:0 | 5:0 | 2:0 | 2:0 | 5:2 | 4:1 | 4:1 | 0:0 | 4:0 | 3:0 |
| 6.        | Dinamo Zagreb   | 1:2 | 2:2 | 2:0 | 2:1 | 1:2 |     | 0:2 | 4:1 | 3:0 | 4:1 | 1:2 | 1:1 | 2:0 | 0:0 | 0:1 | 2:0 | 2:1 | 5:1 |
| 7.        | Željezničar     | 2:2 | 4:4 | 4:0 | 2:0 | 3:2 | 1:1 |     | 2:3 | 2:2 | 2:1 | 2:1 | 1:1 | 0:1 | 2:1 | 2:0 | 0:0 | 3:0 | 2:0 |
| 8.        | Rijeka          | 2:0 | 1:1 | 0:0 | 1:0 | 2:2 | 3:1 | 1:1 |     | 0:0 | 1:2 | 4:1 | 5:0 | 1:0 | 0:0 | 3:1 | 1:0 | 3:1 | 3:0 |
| 9.        | Sutjeska Nikšić | 2:0 | 1:3 | 2:1 | 1:1 | 2:1 | 1:0 | 3:1 | 1:2 |     | 1:1 | 2:2 | 3:1 | 3:0 | 3:0 | 0:0 | 3:0 | 2:1 | 1:0 |
| 10.       | Priština        | 0:2 | 1:1 | 1:2 | 1:1 | 2:0 | 2:0 | 2:0 | 3:0 | 3:0 |     | 1:0 | 3:1 | 1:1 | 3:1 | 1:0 | 2:0 | 2:0 | 2:0 |
| 11.       | Velež Mostar    | 2:2 | 1:1 | 0:2 | 1:0 | 2:2 | 2:2 | 0:0 | 2:1 | 2:0 | 3:2 |     | 1:0 | 3:1 | 0:0 | 2:0 | 0:1 | 3:0 | 2:0 |
| 12.       | Osijek          | 2:2 | 1:0 | 1:0 | 3:0 | 3:1 | 2:1 | 2:1 | 2:2 | 1:0 | 2:1 | 3:1 |     | 1:0 | 1:1 | 1:2 | 1:0 | 1:1 | 2:0 |
| 13.       | Sloboda Tuzla   | 0:0 | 0:0 | 1:1 | 2:1 | 3:2 | 0:1 | 1:1 | 2:1 | 0:0 | 5:1 | 0:0 | 2:1 |     | 2:0 | 2:1 | 1:1 | 1:0 | 1:0 |
| 14.       | Dinamo Vinkovci | 3:0 | 2:1 | 2:2 | 2:0 | 5:1 | 0:1 | 4:2 | 3:0 | 2:1 | 2:1 | 1:1 | 1:0 | 3:0 |     | 0:0 | 2:0 | 1:1 | 0:3 |
| 15.       | Budućnost       | 0:0 | 2:3 | 2:1 | 1:2 | 2:0 | 1:1 | 1:4 | 1:0 | 2:1 | 2:0 | 1:1 | 1:0 | 0:0 | 4:0 |     | 1:0 | 2:1 | 1:1 |
| 16.       | Vojvodina       | 1:2 | 1:1 | 0:0 | 1:1 | 2:3 | 1:2 | 3:2 | 2:2 | 3:2 | 2:1 | 3:2 | 3:0 | 0:0 | 3:1 | 4:0 |     | 1:3 | 2:1 |
| 17.       | Iskra Bugojno   | 1:3 | 1:0 | 1:3 | 2:1 | 1:0 | 0:1 | 1:1 | 1:1 | 1:1 | 1:1 | 1:1 | 2:0 | 2:0 | 2:1 | 3:1 | 1:1 |     | 1:1 |
| 18.       | Radnički Niš    | 0:4 | 1:1 | 1:0 | 0:0 | 1:2 | 0:0 | 0:0 | 3:0 | 1:1 | 1:0 | 0:0 | 2:0 | 0:0 | 1:0 | 1:0 | 0:0 | 3:1 |     |

| 1. kolo 19. 8. 1984. Hajduk – Vojvodina 5:1 (3:0) Partizan – Dinamo (Z) 2:0 (2:0) Budućnost – Željezničar 1:4 (0:0) Priština – Sloboda 1:1 (0:0) Osijek – Dinamo (V) 1:1 (0:0) Radnički – Rijeka 3:0 (2:0) Sarajevo – Sutjeska 2:0 (1:0) Velež – Crvena zvezda 1:0 (0:0) Iskra – Vardar 1:0 (1:0) 2. kolo 26. 8. 1984. Vojvodina – Vardar 2:3 (1:1) Crvena zvezda – Iskra 0:0 Sutjeska – Velež 2:2 (2:2) Rijeka – Sarajevo 2:0 (1:0) Dinamo (V) – Radnički 0:3 (0:2) Sloboda – Osijek 2:1 (1:1) Željezničar – Priština 2:1 (1:1) Dinamo (Z) – Budućnost 0:1 (0:1) Hajduk – Partizan 3:3 (1:1) 3. kolo 2. 9. 1984. Partizan – Vojvodina 0:0 Budućnost – Hajduk 2:3 (0:1) Priština – Dinamo (Z) 2:0 (1:0) Osijek – Željezničar 2:1 (1:1) Radnički – Sloboda 0:0 Sarajevo – Dinamo (V) 3:0 (1:0) Velež – Rijeka 2:1 (1:1) Iskra – Sutjeska 1:1 (0:0) Vardar – Crvena zvezda 3:1 (2:1) 4. kolo 5. 9. 1984. Vojvodina – Crvena zvezda 1:1 (0:1) Sutjeska – Vardar 2:1 (1:0) Rijeka – Iskra 3:1 (2:0) Dinamo (V) – Velež 1:1 (0:0) Sloboda – Sarajevo 0:0 Dinamo (Z) – Osijek 1:1 (0:1) Hajduk – Priština 2:2 (2:1) Partizan – Budućnost 3:0 (1:0) 6. 9. 1984. Željezničar – Radnički 2:0 (2:0) 5. kolo 8. 9. 1984. Priština – Partizan 1:2 (1:1) 9. 9. 1984. Budućnost – Vojvodina 1:0 (0:0) Osijek – Hajduk 1:0 (0:0) Radnički – Dinamo (Z) 0:0 Sarajevo – Željezničar 0:0 Velež – Sloboda 3:1 (2:0) Iskra – Dinamo (V) 2:1 (1:0) Vardar – Rijeka 2:1 (1:1) Crvena zvezda – Sutjeska 4:1 (1:0) 6. kolo 16. 9. 1984. Vojvodina – Sutjeska 3:2 (1:1) Rijeka – Crvena zvezda 1:0 (0:0) Dinamo (V) – Vardar 5:1 (1:0) Sloboda – Iskra 1:0 (0:0) Željezničar – Velež 2:1 (2:0) Dinamo (Z) – Sarajevo 1:2 (1:0) Hajduk – Radnički 4:0 (2:0) Partizan – Osijek 1:1 (0:0) Budućnost – Priština 2:0 (1:0) 7. kolo 23. 9. 1984. Priština – Vojvodina 2:0 (1:0) Osijek – Budućnost 1:2 (1:1) Radnički – Partizan 1:0 (0:0) Sarajevo – Hajduk 1:0 (1:0) Velež – Dinamo (Z) 2:2 (0:1) Iskra – Željezničar 1:1 (0:1) Vardar – Sloboda 5:2 (2:0) Crvena zvezda – Dinamo (V) 3:0 (2:0) Sutjeska – Rijeka 1:2 (0:1) 8. kolo 6. 10. 1984. Budućnost – Radnički 1:1 (1:0) 7. 10. 1984. Vojvodina – Rijeka 2:2 (0:2) Dinamo (V) – Sutjeska 2:1 (1:0) Sloboda – Crvena zvezda 2:1 (0:0) Željezničar – Vardar 3:2 (1:0) Dinamo (Z) – Iskra 2:1 (0:0) Hajduk – Velež 3:1 (2:0) Partizan – Sarajevo 1:0 (0:0) Priština – Osijek 3:1 (2:1) 9. kolo 28. 10. 1984. Osijek – Vojvodina 1:0 (0:0) Radnički – Priština 1:0 (0:0) Sarajevo – Budućnost 0:0 Velež – Partizan 0:2 (0:0) Iskra – Hajduk 1:0 (0:0) Vardar – Dinamo (Z) 2:0 (1:0) Crvena zvezda – Željezničar 3:1 (2:0) Sutjeska – Sloboda 3:0 (1:0) Rijeka – Dinamo (V) 0:0 10. kolo 31. 10. 1984. Vojvodina – Dinamo (V) 3:1 (2:1) Sloboda – Rijeka 2:1 (1:1) Željezničar – Sutjeska 2:2 (1:0) Dinamo (Z) – Crvena zvezda 2:1 (1:0) Hajduk – Vardar 3:2 (2:1) Partizan – Iskra 0:0 Budućnost – Velež 1:1 (1:1) Priština – Sarajevo 0:2 (0:1) Osijek – Radnički 2:0 (2:0) 11. kolo 4. 11. 1984. Radnički – Vojvodina 0:0 Sarajevo – Osijek 2:1 (1:0) Velež – Priština 3:2 (1:1) Iskra – Budućnost 3:1 (0:1) Vardar – Partizan 1:0 (1:0) Crvena zvezda – Hajduk 1:3 (1:1) Sutjeska – Dinamo (Z) 1:0 (1:0) Rijeka – Željezničar 1:1 (0:1) Dinamo (V) – Sloboda 3:0 (3:0) 12. kolo 10. 11. 1984. Osijek – Velež 3:1 (1:1) 11. 11. 1984. Vojvodina – Sloboda 0:0 Željezničar – Dinamo (V) 2:1 (1:0) Dinamo (Z) – Rijeka 4:1 (1:1) Hajduk – Sutjeska 1:0 (0:0) Partizan – Crvena zvezda 2:1 (1:0) Budućnost – Vardar 2:0 (1:0) Priština – Iskra 2:0 (1:0) Radnički – Sarajevo 0:4 (0:1) 13. kolo 17. 11. 1984. Sutjeska – Partizan 2:1 (1:1) 18. 11. 1984. Sarajevo – Vojvodina 1:0 (1:0) Velež – Radnički 2:0 (1:0) Iskra – Osijek 2:0 (2:0) Vardar – Priština 5:0 (4:0) Crvena zvezda – Budućnost 6:0 (3:0) Rijeka – Hajduk 1:1 (1:0) Dinamo (V) – Dinamo (Z) 0:1 (0:1) Sloboda – Željezničar 1:1 (0:1) 14. kolo 21. 11. 1984. Dinamo (Z) – Sloboda 2:0 (0:0) Hajduk – Dinamo (V) 3:0 (3:0) Partizan – Rijeka 1:1 (1:1) Budućnost – Sutjeska 2:1 (2:1) Priština – Crvena zvezda 1:1 (0:0) Osijek – Vardar 3:1 (1:1) Radnički – Iskra 3:1 (3:0) Sarajevo – Velež 1:0 (1:0) 22. 11. 1984. Vojvodina – Željezničar 3:2 (2:0) 15. kolo 24. 11. 1984. Sloboda – Hajduk 0:0 25. 11. 1984. Velež – Vojvodina 0:1 (0:0) Iskra – Sarajevo 1:3 (1:1) Vardar – Radnički 3:0 (2:0) Crvena zvezda – Osijek 2:1 (2:1) Sutjeska – Priština 1:1 (1:0) Rijeka – Budućnost 3:1 (0:0) Dinamo (V) – Partizan 2:2 (1:1) Željezničar – Dinamo (Z) 1:1 (1:1) 16. kolo 1. 12. 1984. Sarajevo – Vardar 3:2 (1:0) 2. 12. 1984. Vojvodina – Dinamo (Z) 1:2 (1:1) Hajduk – Željezničar 2:1 (1:1) Partizan – Sloboda 1:0 (1:0) Budućnost – Dinamo (V) 4:0 (4:0) Priština – Rijeka 3:0 (1:0) Osijek – Sutjeska 1:0 (1:0) Radnički – Crvena zvezda 0:0 Velež – Iskra 3:0 (2:0) 17. kolo 8. 12. 1984. Vardar – Velež 2:0 (0:0) 9. 12. 1984. Iskra – Vojvodina 1:1 (0:0) Crvena zvezda – Sarajevo 4:1 (2:0) Sutjeska – Radnički 1:0 (1:0) Rijeka – Osijek 5:0 (3:0) Dinamo (V) – Priština 2:1 (1:0) Sloboda – Budućnost 2:1 (1:0) Željezničar – Partizan 4:0 (2:0) Dinamo (Z) – Hajduk 2:2 (0:2) | 18. kolo 17. 2. 1985. Vojvodina – Hajduk 1:1 (1:0) Dinamo (Z) – Partizan 2:0 (0:0) Željezničar – Budućnost 2:0 (2:0) Sloboda – Priština 5:1 (1:0) Dinamo (V) – Osijek 1:0 (0:0) Rijeka – Radnički 3:0 (1:0) Sutjeska – Sarajevo 2:0 (2:0) Crvena zvezda – Velež 3:0 (1:0) Vardar – Iskra 4:0 (1:0) 19. kolo 24. 2. 1985. Vardar – Vojvodina 0:0 Iskra – Crvena zvezda 2:1 (1:0) Velež – Sutjeska 2:0 (1:0) Sarajevo – Rijeka 1:0 (0:0) Radnički – Dinamo (V) 1:0 (0:0) Osijek – Sloboda 1:0 (0:0) Priština – Željezničar 2:0 (1:0) Budućnost – Dinamo (Z) 1:1 (0:0) Partizan – Hajduk 4:1 (2:0) 20. kolo 3. 3. 1985. Vojvodina – Partizan 0:0 Hajduk – Budućnost 2:0 (0:0) Dinamo (Z) – Priština 4:1 (0:1) Željezničar – Osijek 1:1 (0:0) Sloboda – Radnički 1:0 (0:0) Dinamo (V) – Sarajevo 3:0 (1:0) Rijeka – Velež 4:1 (3:1) Sutjeska – Iskra 2:1 (0:0) Crvena zvezda – Vardar 7:2 (4:1) 21. kolo 10. 3. 1985. Crvena zvezda – Vojvodina 4:0 (1:0) Vardar – Sutjeska 0:0 Iskra – Rijeka 1:1 (0:0) Velež – Dinamo (V) 0:0 Sarajevo – Sloboda 1:0 (0:0) Radnički – Željezničar 0:0 Osijek – Dinamo (Z) 2:1 (2:1) Priština – Hajduk 1:1 (1:0) Budućnost – Partizan 2:1 (1:0) 22. kolo 17. 3. 1985. Vojvodina – Budućnost 4:0 (1:0) Partizan – Priština 2:0 (2:0) Hajduk – Osijek 1:0 (1:0) Dinamo (Z) – Radnički 5:1 (2:0) Željezničar – Sarajevo 2:2 (1:1) Sloboda – Velež 0:0 Dinamo (V) – Iskra 1:1 (0:1) Rijeka – Vardar 2:2 (1:2) Sutjeska – Crvena zvezda 1:1 (0:1) 23. kolo 6. 4. 1985. Velež – Željezničar 0:0 7. 4. 1985. Sutjeska – Vojvodina 3:0 (1:0) Crvena zvezda – Rijeka 3:1 (3:1) Vardar – Dinamo (V) 4:1 (3:0) Iskra – Sloboda 2:0 (0:0) Sarajevo – Dinamo (Z) 0:0 Radnički – Hajduk 1:1 (1:1) Osijek – Partizan 1:0 (1:0) Priština – Budućnost 1:0 (0:0) 24. kolo 14. 4. 1985. Vojvodina – Priština 2:1 (0:0) Budućnost – Osijek 1:0 (1:0) Partizan – Radnički 2:2 (1:0) Hajduk – Sarajevo 0:0 Dinamo (Z) – Velež 1:2 (0:1) Željezničar – Iskra 3:0 (2:0) Sloboda – Vardar 3:2 (2:0) Dinamo (V) – Crvena zvezda 2:0 (2:0) Rijeka – Sutjeska 0:0 25. kolo 17. 4. 1985. Rijeka – Vojvodina 1:0 (1:0) Sutjeska – Dinamo (V) 3:0 (2:0) Crvena zvezda – Sloboda 2:0 (0:0) Vardar – Željezničar 3:2 (1:1) Iskra – Dinamo (Z) 0:1 (0:0) Velež – Hajduk 1:1 (1:1) Sarajevo – Partizan 3:1 (2:0) Radnički – Budućnost 1:0 (1:0) Osijek – Priština 2:1 (1:0) 26. kolo 21. 4. 1985. Vojvodina – Osijek 3:0 (1:0) Priština – Radnički 2:0 (1:0) Budućnost – Sarajevo 0:0 Partizan – Velež 2:0 (1:0) Hajduk – Iskra 2:0 (1:0) Dinamo (Z) – Vardar 1:2 (0:2) Željezničar – Crvena zvezda 2:0 (0:0) Sloboda – Sutjeska 0:0 Dinamo (V) – Rijeka 3:0 (2:0) 27. kolo 5. 5. 1985. Dinamo (V) – Vojvodina 2:0 (1:0) Rijeka – Sloboda 1:0 (0:0) Sutjeska – Željezničar 3:1 (1:1) Crvena zvezda – Dinamo (Z) 2:0 (1:0) Vardar – Hajduk 1:2 (0:1) Iskra – Partizan 1:3 (0:0) Velež – Budućnost 2:0 (0:0) Sarajevo – Priština 2:0 (1:0) Radnički – Osijek 2:0 (1:0) 28. kolo 12. 5. 1985. Vojvodina – Radnički 2:1 (1:1) Osijek – Sarajevo 2:2 (0:1) Priština – Velež 1:0 (0:0) Budućnost – Iskra 2:1 (2:0) Partizan – Vardar 4:0 (3:0) Hajduk – Crvena zvezda 1:1 (1:1) Dinamo (Z) – Sutjeska 3:0 (1:0) Željezničar – Rijeka 2:3 (2:1) Sloboda – Dinamo (V) 2:0 (2:0) 29. kolo 19. 5. 1985. Sloboda – Vojvodina 1:1 (1:1) Dinamo (V) – Željezničar 4:2 (2:1) Rijeka – Dinamo (Z) 3:1 (1:0) Sutjeska – Hajduk 1:3 (0:2) Crvena zvezda – Partizan 2:0 (1:0) Vardar – Budućnost 4:1 (0:1) Iskra – Priština 1:1 (0:0) Velež – Osijek 1:0 (0:0) Sarajevo – Radnički 4:2 (1:1) 30. kolo 9. 6. 1985. Vojvodina – Sarajevo 1:2 (1:1) Radnički – Velež 0:0 Osijek – Iskra 1:1 (0:0) Priština – Vardar 2:0 (1:0) Budućnost – Crvena zvezda 1:2 (1:1) Partizan – Sutjeska 1:1 (1:1) Hajduk – Rijeka 5:2 (3:1) Dinamo (Z) – Dinamo (V) 0:0 Željezničar – Sloboda 0:1 (0:1) 31. kolo 12. 6. 1985. Željezničar – Vojvodina 0:0 Sloboda – Dinamo (Z) 0:1 (0:1) Dinamo (V) – Hajduk 2:1 (0:0) Rijeka – Partizan 0:0 Sutjeska – Budućnost 0:0 Crvena zvezda – Priština 3:0 (0:0) Vardar – Osijek 2:0 (0:0) Iskra – Radnički 1:1 (0:0) Velež – Sarajevo 2:2 (0:0) 32. kolo 16. 6. 1985. Vojvodina – Velež 3:2 (2:1) Sarajevo – Iskra 3:0 (1:0) Radnički – Vardar 1:2 (1:0) Osijek – Crvena zvezda 3:0 (1:0) Priština – Sutjeska 3:0 (2:0) Budućnost – Rijeka 1:0 (1:0) Partizan – Dinamo (V) 3:1 (1:0) Hajduk – Sloboda 2:0 (1:0) Dinamo (Z) – Željezničar 0:2 (0:0) 33. kolo 23. 6. 1985. Dinamo (Z) – Vojvodina 2:0 (1:0) Željezničar – Hajduk 4:4 (1:3) Sloboda – Partizan 1:1 (0:1) Dinamo (V) – Budućnost 0:0 Rijeka – Priština 1:2 (1:0) Sutjeska – Osijek 3:1 (0:0) Crvena zvezda – Radnički 2:1 (1:1) Vardar – Sarajevo 2:2 (2:1) Iskra – Velež 1:1 (0:1) 34. kolo 30. 6. 1985. Vojvodina – Iskra 1:3 (0:3) Velež – Vardar 2:2 (0:0) Sarajevo – Crvena zvezda 2:1 (1:0) Radnički – Sutjeska 1:1 (1:0) Osijek – Rijeka 2:2 (1:2) Priština – Dinamo (V) 3:1 (0:0) Budućnost – Sloboda 0:0 Partizan – Željezničar 1:0 (0:0) Hajduk – Dinamo (Z) 2:4 (1:1) |

## Prvaci
FK Sarajevo
trener: Boško Antić
Igrači (odigrao utakmica/postigao pogodaka):
Faruk Hadžibegić (34/4)
Miloš Đurković (34/0)
Predrag Pašić (33/9)
Slaviša Vukićević (33/3)
Mehmed Janjoš (32/1)
Ferid Radeljaš (32/0)
Husref Musemić (31/19)
Dragan Jakovljević (30/9)
Mirza Kapetanović (30/0)
Davor Jozić (29/2)
Senad Merdanović (23/3)
Nihad Milak (17/0)
Zijad Švrakić (16/0)
Edin Hadžialagić (13/1)
Goran Jurišić (10/0)
Ivica Vujičević (8/0)
Tomislav Bošnjak (5/0)
Dragan Božović (5/0)
Vladimir Petković (2/0)
Dejan Raičković (2/0)
Esad Hošić (1/0)
Agim Nikolić (1/0)
Izvori:

## Statistika

### Ljestvica strijelaca
| Pl. | Ime                | Klub           | Pogodaka |
| --- | ------------------ | -------------- | -------- |
| 1.  | Zlatko Vujović     | Hajduk Split   | 25       |
| 2.  | Darko Pančev       | Vardar Skoplje | 20       |
| 3.  | Husref Musemić     | Sarajevo       | 19       |
| 4.  | Sulejman Halilović | Crvena zvezda  | 18       |
| 5.  | Zoran Batrović     | Priština       | 15       |
| 6.  | Ivan Gudelj        | Hajduk Split   | 12       |
| 6.  | Dragan Mance       | Partizan       | 12       |
| 8.  | Zoran Samardžija   | Željezničar    | 11       |
| 8.  | Zvonko Varga       | Partizan       | 11       |

## Poveznice
- Druga savezna liga 1984./85.
- Treći rang prvenstva Jugoslavije 1984./85.
- Kup maršala Tita 1984./85.

## Vanjske poveznice
- rsssf.org
- Utakmice koje se pamte: Hajduk – Partizan 3:3 (1984)
- www.historical-lineups.com
  - Statistika
- Eu-football.info